# Cañón cuáquero

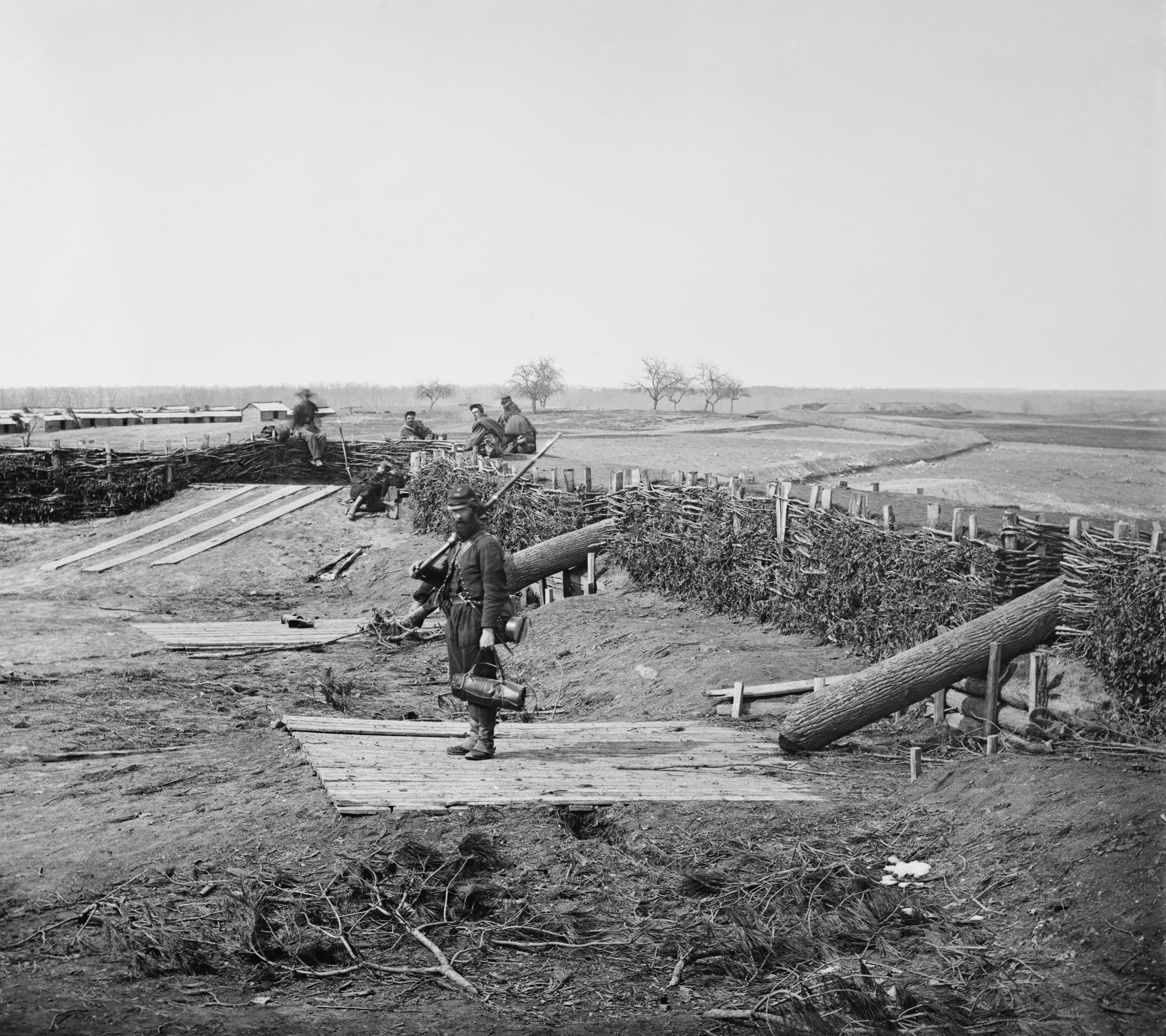
"Cañones cuáqueros" (troncos empleados como elementos para imitar cañones) en las antiguas fortificaciones confederadas de Manassas Junction, marzo de 1862.

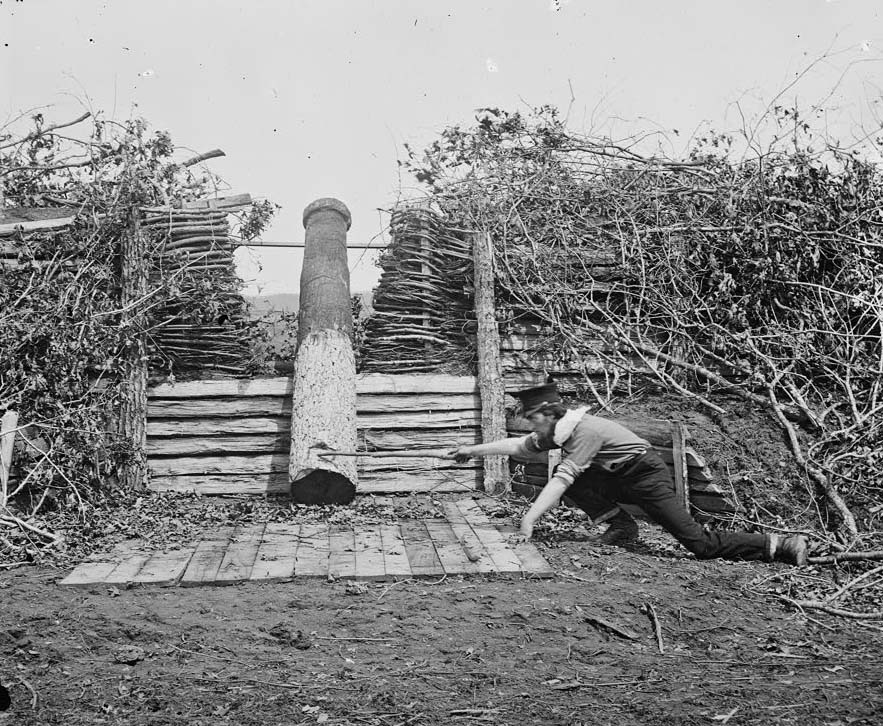
Cañón cuáquero cerca de Centreville, Virginia, en marzo de 1862, luego de la retirada confederada; un hombre simula "dispararlo" usando un palo como portamechas. Foto de George N. Barnard (1819-1902).

El cañón cuáquero es un señuelo militar que fue habitualmente empleada en la guerra durante los siglos XVIII y XIX. A pesar de parecerse a un cañón, el cañón cuáquero era simplemente un tronco, generalmente pintado de color negro y empleado para confundir al enemigo simulando una mayor fuerza artillera de la que realmente se tiene. Esta era una eficaz táctica de demora. Su nombre deriva de la religión cuáquera, que tiene como uno de sus principios fundamentales oponerse a todo tipo de violencia y de guerra en lo que se conoce como el Testimonio de paz.

## Primeras utilizaciones
Durante la Guerra de Independencia de los Estados Unidos, después de casi un año de combates entre el Coronel William Washington y el Teniente-coronel británico Banastre Tarleton, en octubre de 1780 el Coronel Washington se retiró con sus tropas a Carolina del Norte.[cita requerida]
Como el Brigadier General Daniel Morgan le ordenó al Coronel Washington dejar una fuerza de dragones coloniales regulares en el Frente de Carolina del Norte, al segundo le faltaba la artillería necesaria para desalojar a los realistas. El 4 de diciembre de 1780, las tropas al mando de Washington pudieron rodear al Coronel Rowland Rugeley y su fuerza de aproximadamente 125 hombres en la casa y el granero de Rugeley en Camden, Carolina del Sur. Washington ordenó a sus jinetes desmonar y rodear el granero. Fuera de la vista de Rugeley, los hombres de Washington prepararon un tronco de pino para parecerse a un cañón.
El cañón cuáquero funcionó. El Coronel Washington apuntó el "cañón" de madera hacia los edificios en donde se habían atrincherado los realistas, amenazando con abrir fuego si no se rendían de inmediato. Rugeley se rindió rápidamente con todos sus hombres sin haber hecho un solo disparo.

## Uso durante la Guerra de Secesión

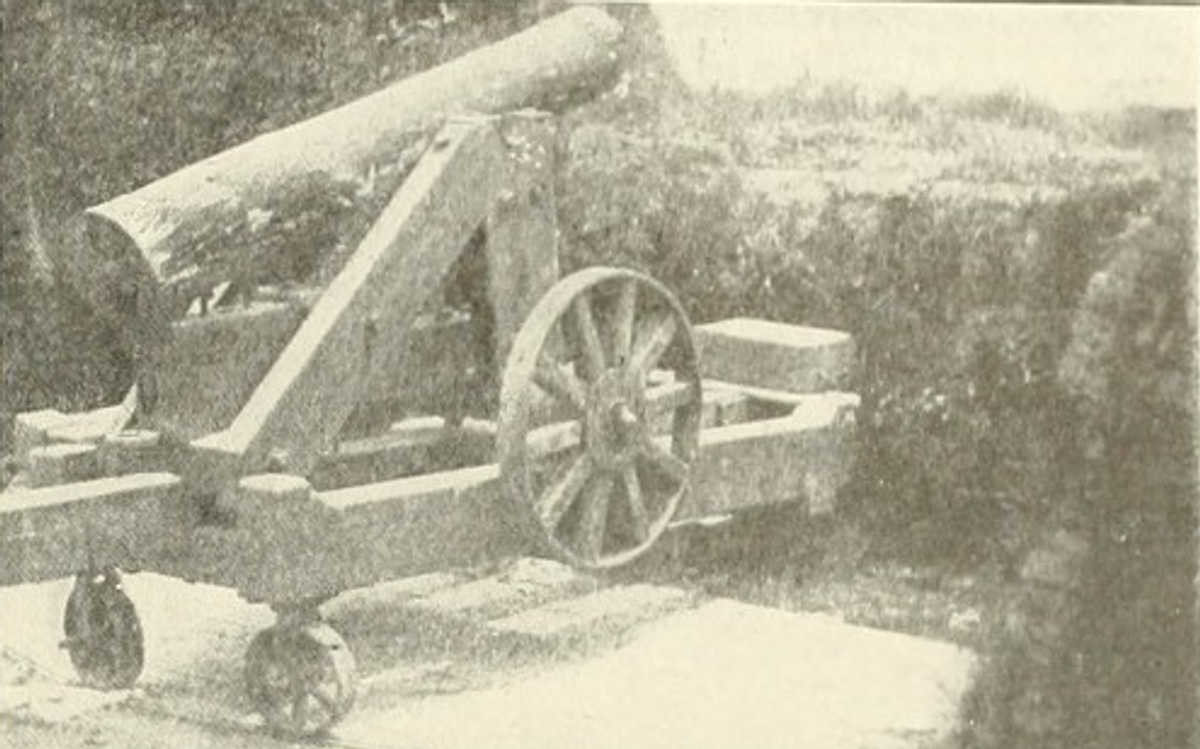
Se montaron cañones cuáqueros hechos de troncos de pino en un intento por hacer creer a la Unión que los confederados estaban mejor armados durante el asedio de Port Hudson, Luisiana, en 1863. Se pintaron círculos negros en los extremos de los troncos para que sus "bocas" se vean más convincentes. Resultaron exitosos. Después que los dos navíos del Almirante Farragut pasaron delante de Port Hudson, la Union decidió jamás volver a atacar desde el río.

Los cañones cuáqueros fueron empleados por ambos bandos durante la Guerra de Secesión. El Ejército de los Estados Confederados frecuentemente recurría a ellos debido a su escasez de artillería. Los cañones cuáqueros eran pintados de negro y ubicados en fortificaciones para retrasar los asaltos del Ejército de la Unión. A veces eran montados sobre cureñas y afustes verdaderos.
Un importante uso de los cañones cuáqueros fue por parte del general confederado Joseph E. Johnston, quien los ubicó en sus fortificaciones alrededor de Centreville, Virginia, en marzo de 1862, para dar la impresión que las fortificaciones todavía estaban ocupadas, mientras él y sus hombres se retiraban al río Rappahannock.[cita requerida]
Otro ejemplo tuvo lugar durante la Primera batalla de Corinth. "Durante la noche del 29 de mayo, el Ejército confederado se retiró. Ellos usaron el Ferrocarril de Mobile y Ohio para evacuar enfermos y heridos, la artillería pesada y toneladas de pertrechos. Cuando un tren llegó, las tropas dieron vivas creyendo que llegaban refuerzos. Ellos instalaron cañones cuáqueros a lo largo de las fortificaciones de tierra. Se mantuvieron encendidas las fogatas, y los cornetas y tamborilleros tocaban. Los demás hombres se escabulleron sin ser detectados...".[cita requerida]
Los cañones cuáqueros también fueron empleados para reforzar las fortificaciones confederadas durante el asedio de Petersburg. Estos apoyaron la resistencia de los confederados contra el avasallador número de tropas de la Unión.[cita requerida]

## Uso durante la Segunda Guerra Mundial
Una idea similar fue empleada durante la Incursión Doolittle, que tuvo lugar en las primeras etapas de la Guerra del Pacífico, donde el Coronel James H. Doolittle lideró un escuadrón de bombarderos B-25 Mitchell para bombardear Tokio. El primer modelo B-25B no llevaba ametralladoras en la cola, haciéndolo vulnerable a los ataques desde atrás. Mientras modificaba los bombarderos para la misión en la base de Eglin Field, Florida, Doolittle instaló ametralladoras falsas, que eran dos palos de escoba pintados de negro, en el extremo posterior del fuselaje para simular ametralladoras verdaderas.
En Pointe du Hoc en el día D (6 de junio de 1944), el Ejército alemán hizo uso de sus propios cañones cuáqueros para engañar a los exploradores Aliados enviados para destruir la artillería francesa capturada que los alemanes habían concentrado en esa área. Los cañones verdaderos habían sido transportados hacia el interior, aunque fueron posteriormente encontrados y destruidos por los aliados. Los Aliados también emplearon equipos simulados en la Operación Fortitude, para convencer a los alemanes que un ejército inexistente se estaba preparando para atacar Calais.[cita requerida]
El acorazado británico anterior a la Primera Guerra Mundial HMS Centurion era obsoleto y estaba desarmado al inicio de la Segunda Guerra Mundial. Sin embargo, entre 1942 y 1944, fue equipado con cañones de madera y estacionado en el Mediterráneo oriental para hacer parecer que las fuerzas navales británicas en el área eran más fuertes.[cita requerida]
La Unión Soviética empleó falsos emplazamientos de artillería, construidos rápidamente con madera local, para confundir a los aviones de reconocimiento alemanes.[cita requerida]

## Cañón de madera
Al contrario del cañón cuáquero, el cañón de madera es un arma funcional, aunque notablemente débil y apenas capaz de efectuar unos cuantos disparos, a veces uno solo, antes de explotar. Estos cañones fueron empleados por los pueblos que no tenían acceso a los metales o carecían de las técnicas y habilidades para construir cañones de metal.